# Orla (gromada)
Orla – dawna gromada, czyli najmniejsza jednostka podziału terytorialnego Polskiej Rzeczypospolitej Ludowej w latach 1954–1972.
Gromady, z gromadzkimi radami narodowymi (GRN) jako organami władzy najniższego stopnia na wsi, funkcjonowały od reformy reorganizującej administrację wiejską przeprowadzonej jesienią 1954 do momentu ich zniesienia z dniem 1 stycznia 1973, tym samym wypierając organizację gminną w latach 1954–1972.
Gromadę Orla z siedzibą GRN w Orli utworzono – jako jedną z 8759 gromad – w powiecie bielskim w woj. białostockim, na mocy uchwały nr 12/V WRN w Białymstoku z dnia 4 października 1954. W skład jednostki weszły obszary dotychczasowych gromad Orla, Koszele, Mikłasze i Krywiatycze ze zniesionej gminy Orla w tymże powiecie oraz obszar dotychczasowej gromady Reduty ze zniesionej gminy Dubicze Cerkiewne w powiecie hajnowskim. Dla gromady ustalono 27 członków gromadzkiej rady narodowej.
1 stycznia 1958 do gromady Orla przyłączono obszar zniesionej gromady Szczyty-Dzięciołowo.
31 grudnia 1959 z gromady Orla wyłączono wsie Szczyty-Dzięciołowo, Szczyty-Nowodwory i Krzywa oraz kolonie Nowodwory, Karolina i Dzięciołowo włączając je do znoszonej gromady Parcewo; do gromady Orla przyłączono natomiast wieś Szernie ze znoszonej gromady Paszkowszczyzna.
1 stycznia 1969 do gromady Orla przyłączono wsie Krzywa, Szczyty-Nowodwory, Szczyty-Dzięciołowo, Spiczki i Wólka ze zniesionej gromady Hołody.
Gromada przetrwała do końca 1972 roku, czyli do kolejnej reformy gminnej. Z dniem 1 stycznia 1973 roku reaktywowano gminę Orla.